# Parafia św. Jadwigi Królowej w Radomsku
Parafia Świętej Jadwigi Królowej w Radomsku – parafia rzymskokatolicka w Radomsku. Należy do dekanatu Radomsko – Najświętszego Serca Pana Jezusa archidiecezji częstochowskiej. 
Została utworzona w 1988 roku. Kościół parafialny pw. św. Jadwigi Królowej został konsekrowany przez arcybiskupa Wacława Depo 15 maja 2021 roku.

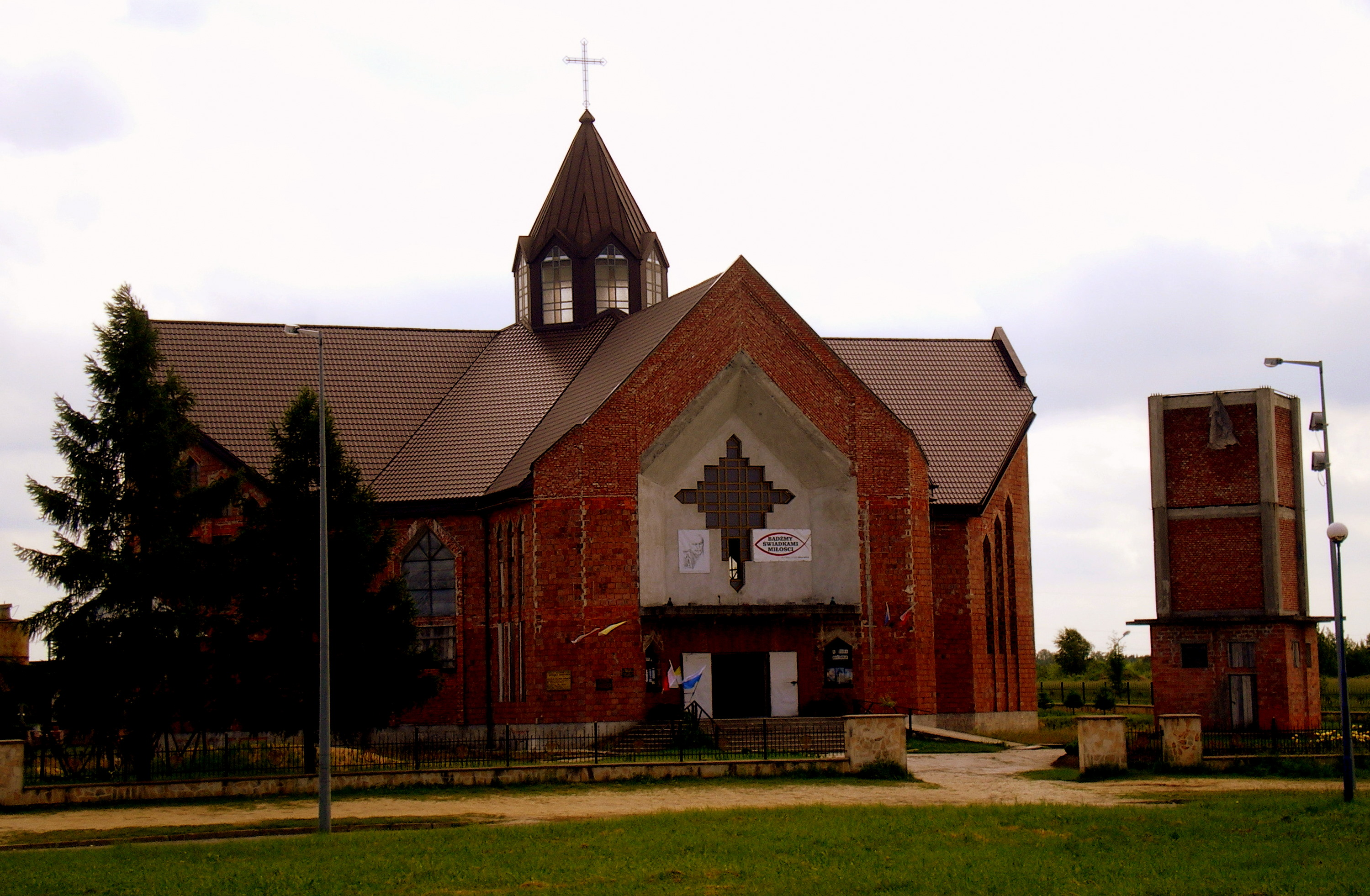
Kościół parafialny
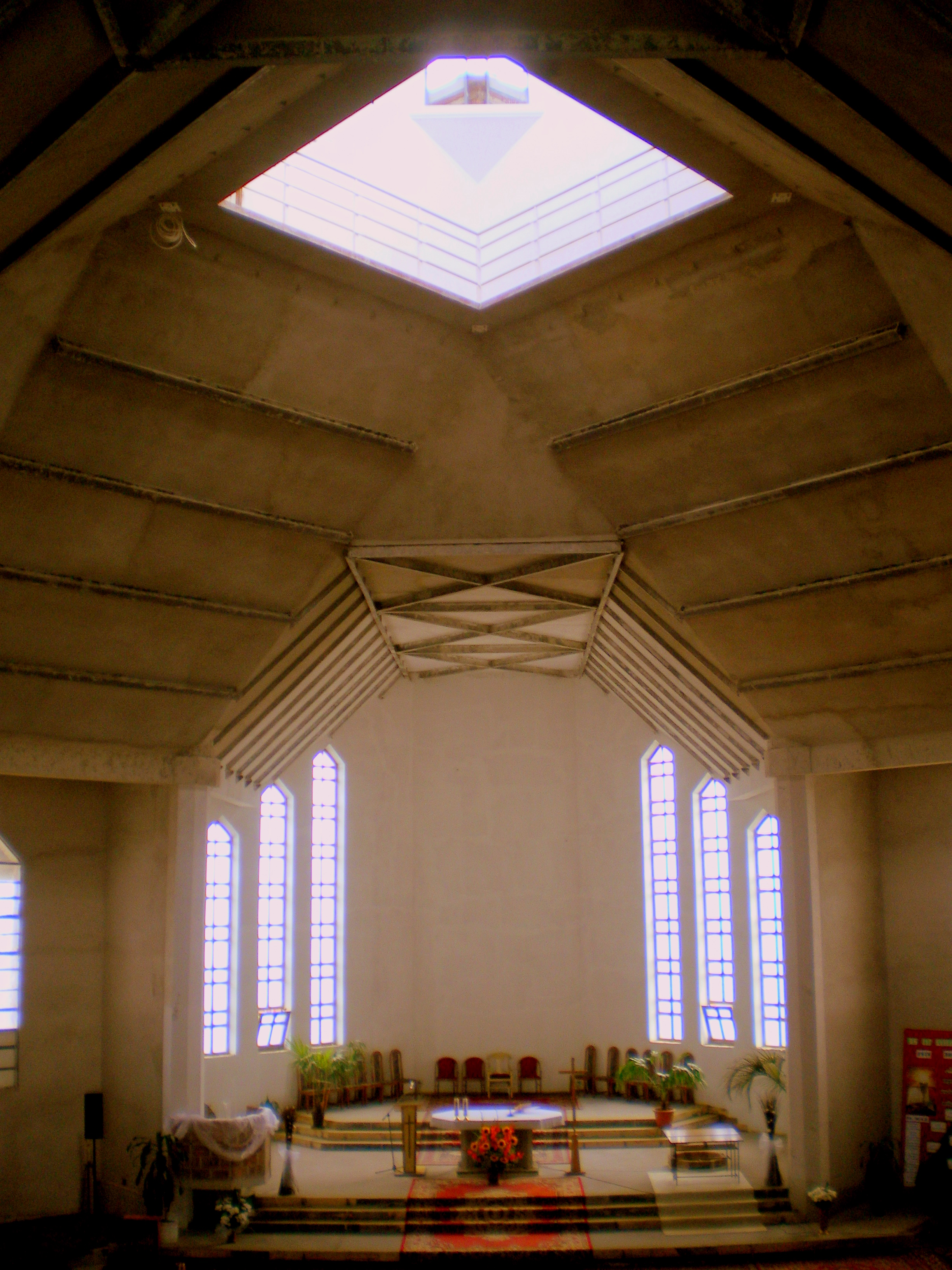
Wnętrze kościoła parafialnego
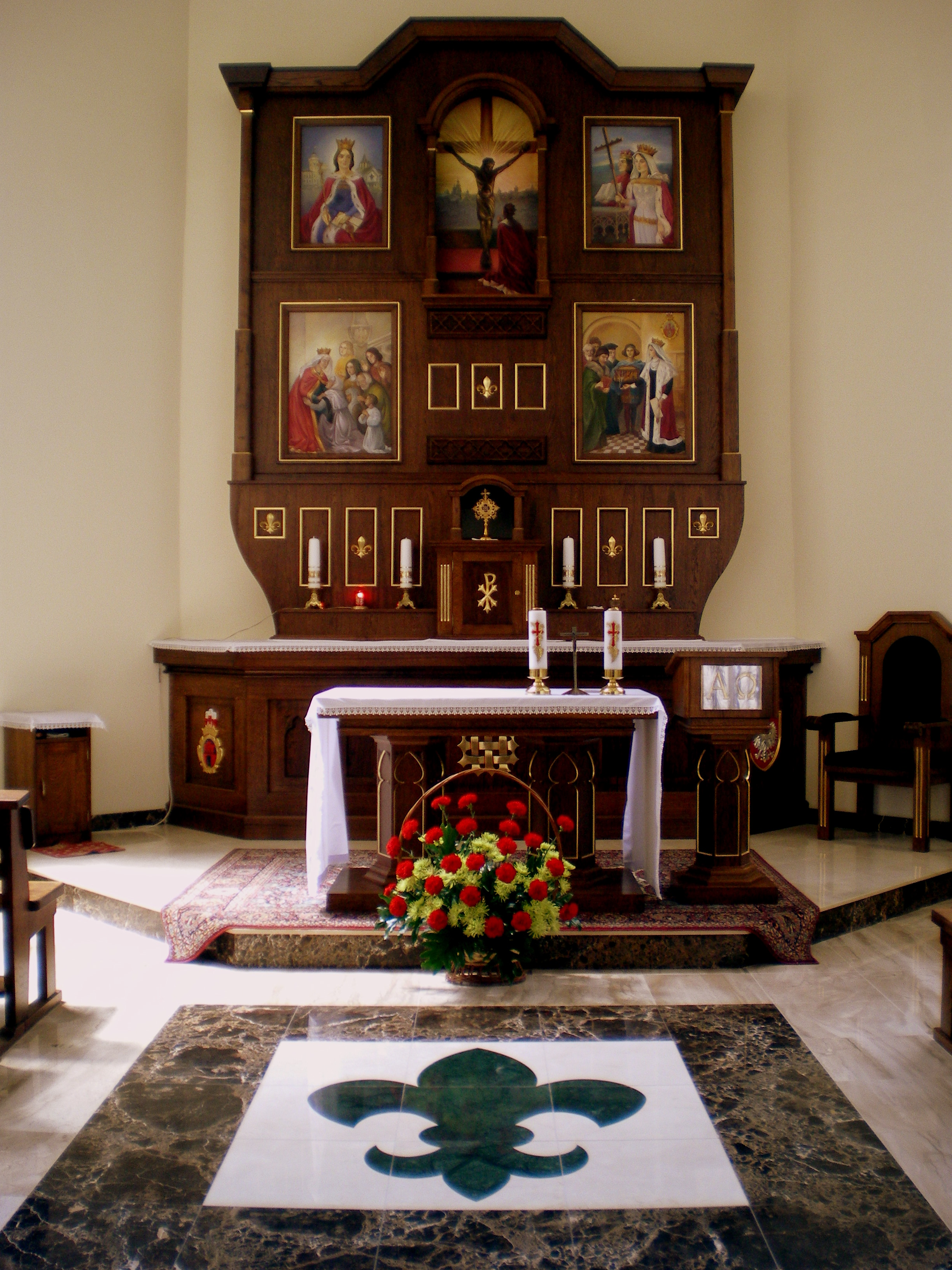
Kaplica relikwii św. Jadwigi Królowej